# John Clark (labdarúgó, 1941)
John Clark (Bellshill, 1941. március 13. – 2025. június 23.) válogatott skót labdarúgó, fedezet, edző.

## Pályafutása

### Klubcsapatban
1958 és 1971 között a Celtic, 1971 és 1973 között a Morton labdarúgója volt. A Celtic csapatával hat skót bajnoki címet és négy kupagyőzelmet ért el. Tagja volt az 1966–67-es BEK-győztes és az 1969–70-es idényben BEK-döntős együttesnek.

### A válogatottban
1966–67-ben négy alkalommal szerepelt a skót válogatottban.

### Edzőként
1977–78-ban az Aberdeen, 1978 és 1983 között a Celtic segédedzőjeként tevékenykedett. 1984–85-ben a Cowdenbeath, 1986-ban a Stranraer, 1987 és 1992 között a Clyde vezetőedzője volt.

## Sikerei, díjai
Celtic
- Skót bajnokság
  - bajnok (6): 1965–66, 1966–67, 1967–68, 1968–69, 1969–70, 1970–71
- Skót kupa
  - győztes (4): 1967, 1967, 1969, 1971
  - döntős: 1966
- Skót ligakupa
  - győztes (5): 1965–66, 1966–67, 1967–68, 1968–69, 1969–70
- Bajnokcsapatok Európa-kupája (BEK)
  - győztes: 1966–67
  - döntős: 1969–70
- Interkontinentális kupa
  - döntős: 1967

## Statisztika

### Mérkőzései a skót válogatottban
| Skócia | Skócia             | Skócia                | Skócia | Skócia   | Skócia         | Skócia       | Skócia | Skócia  |
| #      | Dátum              | Helyszín              | Hazai  | Eredmény | Vendég         | Kiírás       | Gólok  | Esemény |
| ------ | ------------------ | --------------------- | ------ | -------- | -------------- | ------------ | ------ | ------- |
| 1.     | 1966. június 25.   | Glasgow, Hampden Park | Skócia | 1 – 1    | Brazília       | barátságos   | -      |         |
| 2.     | 1966. október 22.  | Cardiff, Ninian Park  | Wales  | 1 – 1    | Skócia         | Eb-selejtező | -      |         |
| 3.     | 1966. november 16. | Glasgow, Hampden Park | Skócia | 2 – 1    | Észak-Írország | Eb-selejtező | -      |         |
| 4.     | 1967. május 10.    | Glasgow, Hampden Park | Skócia | 0 – 2    | Szovjetunió    | barátságos   | -      |         |
|        | Összesen           |                       |        | 4        | mérkőzés       |              | 0      | gól     |